# Coppa Latina 1995 (hockey su pista)
La Coppa Latina 1995 è stata la 13ª edizione dell'omonima competizione europea di hockey su pista riservata alle squadre nazionali. Il torneo ha avuto luogo dal 18 al 19 febbraio 1995.
La vittoria finale è andata alla nazionale della Spagna che si è aggiudicata il torneo per la terza volta nella sua storia.

## Formula
La Coppa Latina 1995 vede la partecipazione delle nazionali della Francia, dell'Italia, del Portogallo e della Spagna. La manifestazione fu organizzata con la formula delle final four con semifinali e finali ad eliminazione diretta.

## Risultati

### Semifinali
| Tavira 18 febbraio 1995 | Francia | 1 – 7 | Portogallo |  |

| Tavira 18 febbraio 1995 | Italia | 1 – 6 | Spagna |  |

### Finale 3º/4º posto
| Tavira 19 febbraio 1995 | Francia | 0 – 7 | Italia |  |

### Finale 1º/2º posto
| Tavira 19 febbraio 1995 | Portogallo | 1 – 7 | Spagna |  |